# يزرعيل
يزرعيل (بالعبرية: יִזְרְעֶאל) ومعنى إسمها الله يزرع هي مدينة وحصن إسرائيلي قديم، ذكرت في الكتاب المقدس وتاريخياً هذه المدينة تقع في منطقة سبط يساكر في مملكة إسرائيل الشمالية وحالياً تقع قرب حدود الضفة الغربية، ذُكر في سفر الملوك الأول قيام الملك أحاب ببناء قصر في المدينة كان مجاور لمزرعة نابوت، كما ذُكر أن الملك داود أخذ ثالث زوجاته أحينوعم اليزرعيلية من تلك المدينة. عثر على أثار وبقايا تلك المدينة عن طريق عالم الآثار ديفيد أوسيشكين وجون وودهيد في سنة 1987 وقد تم العثور حينها على قصر الملك أحاب.